# Estación de Entença
Entença es una estación de la línea 5 del Metro de Barcelona ubicada en el distrito del Ensanche de Barcelona bajo la calle de Rosellón.

## Historia
La estación de Entença fue proyectada por primera vez en 1963, en el llamado Plan de Urgencia para el Desarrollo de la Red de Metros de Barcelona, dentro de la prolongación de la Línea II (originalmente bautizada como Transversal Medio) de Sagrera (actual La Sagrera) a Sants (actual Plaça de Sants). Las obras de esta prolongación en el tramo entre las calles Enrique Granados y Sants (donde se ubican las estaciones de Entença y Hospital Clínic) fueron ejecutadas por Dragados y Construcciones y empezaron el 1 de julio de 1966. En 1967, con las obras en marcha, se aprobó un nuevo Plan de Metros que redistribuía las líneas del anterior trazado. La estación de Entenza pasó a formar parte de la futura Línea V.
El 3 de noviembre de 1969 Barcelona inauguró su nueva línea de metro, la Línea V o Transversal Alto, que discurría entre las estaciones de Rambla Cataluña (actualmente Diagonal) y San Ramón (actualmente Collblanc), pasando por Entenza, nombre original de esta estación. Al acto inaugural asistieron el ministro de Obras Públicas, Federico Silva Muñoz, el ministro de Gobernación, Tomás Garicano Goñi y el alcalde de Barcelona, José María de Porcioles, entre otras autoridades.
En 1982 la estación catalanizó su nombre por Entença, al tiempo que la Línea V adoptó la numeración arábiga y pasó a llamarse Línea 5.
El Plan Director de Infraestructuras 2001-2010, elaborado por la Autoridad del Transporte Metropolitano, prevé que la estación de Entença se convierta en un intercomunicador con la futura prolongación de la línea 8 de FGC, desde Plaza España hasta Gràcia.

## Líneas
| << cabecera     | < estación    | línea | estación >      | cabecera >>   |
| --------------- | ------------- | ----- | --------------- | ------------- |
| Metro           |               |       |                 |               |
| Cornellà Centre | Sants-Estació |       | Hospital Clínic | Vall d'Hebron |